# 動態平衡理論
以巴納德（Chester Irving Barnard）為代表。其著有《經理人員的職能》（The Functions of the Executive）一書。由於巴納德曾於貝爾電話公司擔任總裁達二十一年，所以他的研究偏重組織高階層管理者，藉由人員之心理和行為來研究。

## 理論

### 互動體系論（system of interactions）
組織是人員互動的關係而組成的系統。這個系統是由人員以下因素所結合的：
一、共同的目標
二、貢獻心力的意願
三、互相溝通的能力

### 非正式組織（informal organization）
巴納德特別重視組織中的非正式組織，組織中最緊密的非正式組織必然是具備六同關係者（同學、同鄉、同宗、同好、同事、同個性等）他認為正式組織為有意識的協調的活動或影響的系統，有固定結構也就是等級制度的系統。非正式組織則是無意識的、不定型的，是自然因素使人員結合在一起的組織，非正式組織和正式組織兩者有密切關係，因為有正式組織才能有非正式組織。而非正式組織能夠為正式組織擔任三大積極功能：
一、可從事正式組織所不便溝通的意見或傳遞資料、消息。
二、培養人員的服務熱忱、客觀權威的安全性來維持組織的團結。
三、藉著非正式組織互動的關係以避免正式的控制，來保持個人自尊、人格完整及獨立選擇。

### 貢獻與滿足的平衡
人員之所以願意為組織貢獻所能乃是組織能給予他各種滿足（例如：物質、精神方面）。所以貢獻、滿足是相對的，因而組織的生存、發展有賴於確保貢獻和滿足的平衡。從組織的觀點來看誘因包含:
一、物質
二、名望、個人權力
三、所追求的物理工作條件
四、心理上的享受
在討論各個誘因的關係時，巴納德認為維持生存以上的物質報酬只能對少數人有用，大多數人不會為了一些物質報酬而貢獻更多。

### 權威接受論（acceptance theory of authority）
巴納德認為權威不在發令者而在受命者，完全接受命令必須：
一、受命者確已了解
二、合於組織目標
三、不違背受命者權益
四、受命者有能力加以執行
由於上述四個條件，通常總是存在，況且每個人都各有個所謂「無利害區」或「無差異區」（zone of indiffference）凡是落於此區內的命令必被接受無疑，因此取得部屬的同意、合作通常是很容易。而無差異區之大小是為該部屬對組織的觀點而定。

### 溝通
巴納德認為「溝通」是管理工作中最重要的因素，「協調」是促進組織之人員凝聚力的主要途徑。主管人員應加以注意並且有效的建立溝通管道；管理者即實際的溝通管道中心點。要做好溝通工作應該:
一、溝通管道明確為人所知，各職位、人員的權力應該給予規定並且公告之。
二、使溝通管道正式化，應規定下屬和上司之溝通關係。
三、溝通管道應該盡量直接、簡短。
四、溝通管道應循序漸進，不可繞道。
五、管理者的能力應該勝任溝通中的重任，必要時請幕僚協助。
六、應該給予溝通者具有正式溝通權威的確認。

### 經理的職務
經理在組織是關鍵人物如身體的神經系統，擁有兩項最重要的職務:
一、建立一套溝通系統。
二、積極取得必須的努力；此工作有以下三項步驟：
1、必須把人員導入於「合作的關係」（a cooperative relationship）；人員的延聘必須要有一定的方法。
2、激發人員對於組織之認同。
3、制定並界定（formulate and define）組織的目的、目標；此包含決策、授權。

### 責任道德觀
責任乃為職務、法律、道德等要素所構成，其效力源於個人的內在義務。

## 對組織性質的看法
一、組織為社會化系統，因而需要人與人之間的合作。
二、組織由一群有社會互動關係的人所組成，管理者主要的角色是在於和部屬之間的溝通並且激勵他們有高水準的績效。
三、組織的成功主要依靠員工間的合作，同時也決定於能否和外界的人群、機構維持良好關係。
四、組織在一個環境中存在，故管理者必須檢視組織的外在環境，之後調整組織，使之維持在平衡狀態。